# Верселе
Верселе (пол. Wersele) — село в Польщі, у гміні Пшеросль Сувальського повіту Підляського воєводства.
Населення — 26 осіб (2011).
У 1975-1998 роках село належало до Сувальського воєводства.

## Демографія
Демографічна структура станом на 31 березня 2011 року:
|          | Загалом | Допрацездатний вік | Працездатний вік | Постпрацездатний вік |
| -------- | ------- | ------------------ | ---------------- | -------------------- |
| Чоловіки | 14      | 0                  | 12               | 2                    |
| Жінки    | 12      | 3                  | 4                | 5                    |
| Разом    | 26      | 3                  | 16               | 7                    |